# Platja de La Calina
La platja de la Calina és una de les platges del concejo asturià d'El Franco, en l'occident d'Astúries. És una platja molt petita, d'aquí el seu nom —diminutivo de «cala»—, i està en la localitat de lLa Caridad. Té una longitud d'uns deu metres i una amplària mitjana de cinc metres amb sorres grises i palets petits. El seu entorn és de tipus rural i el grau d'ocupació és molt petit.
Es nafra a la platja per una carretera que puja per l'est des de la Platja de Pormenande. En aquesta pujada cal desviar-se en la primera pista i caminant uns 300 metres s'arriba a la platja. Quan hi ha grans baixamars es pot accedir des d'aquí a la veïna Platja de Riboira. La pesca recreativa és l'activitat més adequada i esportiva així com el bany. Cal tenir precaució en la baixada de la rasa costanera fins a la platja.